# Дрієнчани
Дрієнча́ни (словац. Drienčany, угор. Derencsény) — село, громада в окрузі Рімавска Собота, Банськобистрицький край, Словаччина. Кадастрова площа громади — 11,00 км². Населення — 238 осіб (за оцінкою на 31 грудня 2017 р.).
Знаходиться за ~16 км на північний схід від адмінцентру округу міста Рімавска Собота.

## Історія
Перша згадка 1291 року як Drenchen. Історичні назви: Derenchen (1344), Drecžany (1773), Drýnčany (1808), Drienčany (1920); угор. Derencsény.
1828 року налічувало 580 мешканців і 74 будинки.
JRD створено 1962 року.
1964 року до Дрієнчан приєднано село Папча (Pápča, r2274663 ·R
).

## Географія
Водойма — Блг.
Найвища точка — гора Банков (словац. Bankov, 437 м; 48°28′48″ пн. ш. 20°02′48″ сх. д.).
За 1 км на південний схід від села знаходиться водосховище Тепли врх
1. sitelinks-wikipedia|[d]]].

## Транспорт
Автошляхи (Cesty III. triedy):
- 2747
- 2748
- 2749 (Папча)
- 2777

## Населення
| Рік:            | 1994. | 2004.   | 2014.   | 2024.    |
| --------------- | ----- | ------- | ------- | -------- |
| Кількість осіб: | 272   | 246     | 241     | 193      |
| Різниця:        |       | -9,55 % | -2,03 % | -19,91 % |

| Рік:            | 2023. | 2024.   |
| --------------- | ----- | ------- |
| Кількість осіб: | 195   | 193     |
| Різниця:        |       | -1,02 % |